# واتاتسوجی تتسورو
واتاتسوجی تتسورو (به ژاپنی: 和辻 哲郎, Watsuji Tetsurō)؛ ۱ مارس ۱۸۸۹ – ۲۶ دسامبر ۱۹۶۰ (سن ۷۱)) تاریخ‌دان فرهنگی، فیلسوف، و استاد دانشگاه اهل ژاپن بود.